# Loliinae
Loliinae, podtribus trava iz tribusa Poeae, dio potporodice Pooideae.  Značajniji su rodovi vlasulja, brčak i ljulj.
Podtribus je raširen po svim kontinentima.

## Rodovi
1. Leucopoa Griseb. (14 spp.)
2. Drymochloa Holub (6 spp.)
3. Castellia Tineo (1 sp.)
4. Festuca L. (667 spp.)
5. xFestulolium Asch. & Graebn. (5 spp.)
6. Lolium L. (29 spp.)
7. Pseudobromus K. Schum. (6 spp.)

## Sinonimi:
- Festucinae J. Presl., 1830
- Psilurinae Pilg. ex Potztal, 1969